# Alma Laitila
Alma Laitila, född den 21 maj 2004, är en finländsk innebandysspelare som spelar för finländska Classic och finländska damlandslaget.
Alma Laitila har med det finländska landslaget tagit ett VM-silver 2023 och ett guld i World Games år 2025.